# Kawanishi Baika
El Kawanishi Baika 梅花 (flor de melocotonero?) fue un proyecto de avión de reacción japonés diseñado por la compañía Kawanishi bajo un requerimiento de la Armada Imperial Japonesa, con la función de realizar ataques kamikaze.

## Historia y desarrollo
En julio de 1945 la Armada ordenó a la compañía Kawanishi el desarrollo de un avión suicida similar al aparato alemán Fieseler Fi 103 Reichenberg. El pulsorreactor que propulsaba a este aparato, así como a las bombas volantes V1, el Argus As 014, era fabricado en Japón bajo la denominación Maru Ka-10.
El Baika era un monoplano de ala baja, con tren de aterrizaje desechable tras el despegue, pues dada su misión ya no sería necesario una vez en el aire. El pulsorreactor estaba ubicado sobre el fuselaje, pero en una versión lanzable desde bombarderos se encontraba bajo el mismo. En el morro del aparato se encontraba una carga explosiva de 250 kg.
Al finalizar la Segunda Guerra Mundial, apenas un mes después de iniciarse los trabajos en el aparato, tan sólo existían proyectos en papel del Baika, sin llegar a ser fabricado ningún prototipo.

## Especificaciones
Referencia datos: Japanese Aircraft of the Pacific War

### Características generales
- Tripulación: 1
- Longitud: 7 m
- Envergadura: 6,6 m
- Peso cargado: 1430 kg
- Planta motriz: 1× pulsorreactor Maru Ka-10.
  - Empuje normal: 360 kg de empuje.

### Rendimiento
- Velocidad máxima operativa (Vno): 740 km/h
- Alcance: km
- Radio de acción: km
- Alcance en combate: km
- Alcance en ferry: km

### Aeronaves similares
- Fieseler Fi 103 Reichenberg
- Yokosuka MXY-7